# Корписари
Корписари (Корписаари, фин. Korpisaari от Korpi — «дремучий лес» + saari — остров) — небольшой остров в Ладожском озере. Относится к группе Западных Ладожский шхер. Территориально относится к Лахденпохскому району Карелии, Россия.
Вытянут с северо-запада на юго-восток. Длина 7,5 км, ширина 2,1 км.
Расположен между узкими заливами: Куркийоцка на севере и Найсмери на юге. Глубоко вдается в сушу. Остров равнинный, наивысшая точка 58 м. На западе построен мост до материка.
На острове есть скалы высотой до 60 м. В долинах между скал — небольшие болотца.

## История
Считалось, что в Корписаари была лучшая рыбалка во всей волости. Рыбачили артелями. Невод тащили лошади. Рыбачили с лошадьми и в зимнее время. Лошадей подковывали зимними подковами с шипами.
В финские времена на остров был перекинут мост. В 1970-е годы здесь была насыпана глухая дамба, соединяющая остров с материком. Не некоторых современных картах она до сих пор не обозначена.
В настоящее время здесь, в заливе Найсмери, расположено рыбоводное хозяйства ЗАО «Кала-Ранта». В садках выращивается форель и другая ценная рыба.